# Alianza de Intelectuales Antifascistas

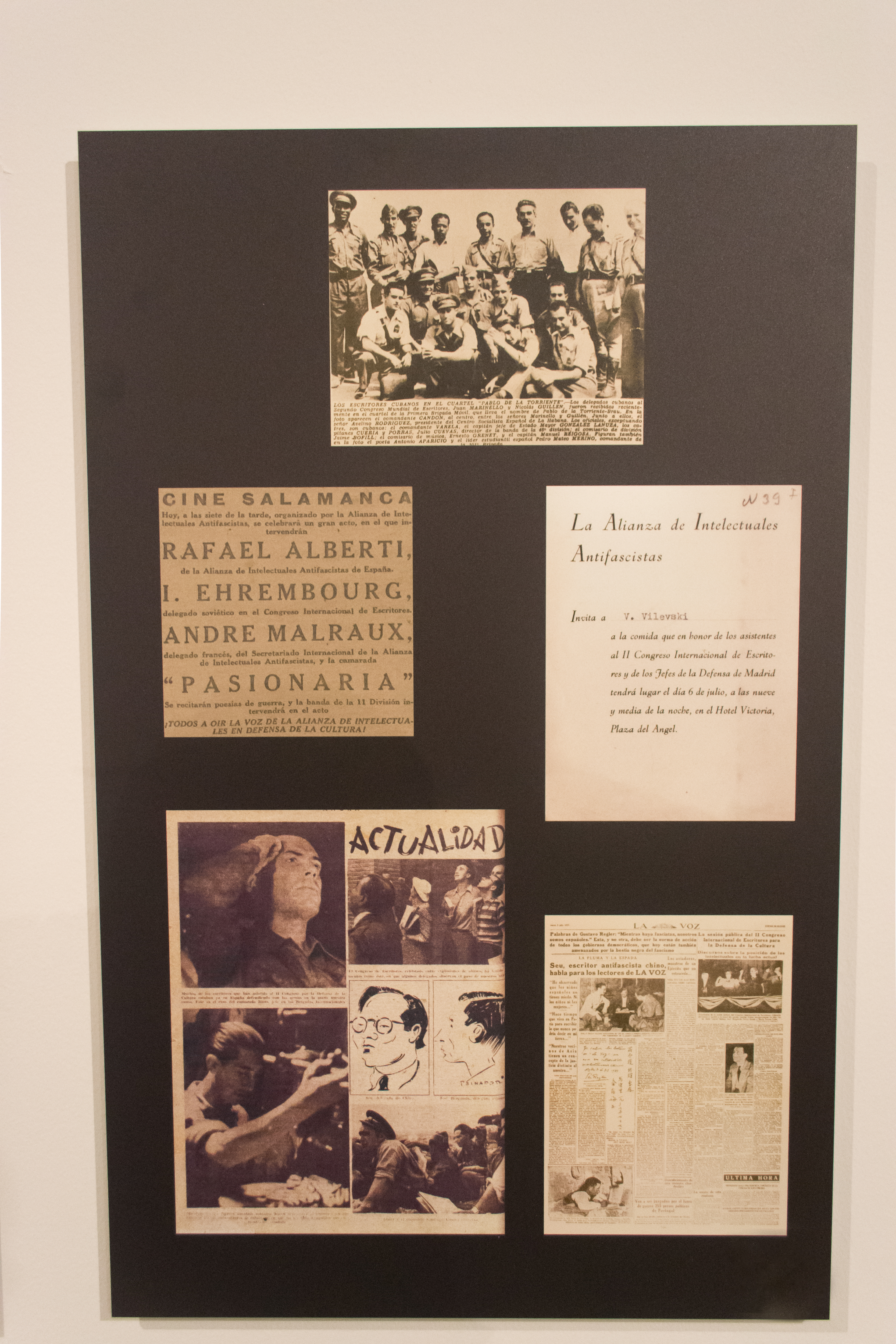
Recortes de prensa en la Exposición Por la defensa de la Cultura, reunida en el Centro del Carmen de Valencia, en 2017.

La Alianza de Intelectuales Antifascistas para la Defensa de la Cultura fue una organización civil creada el 30 de julio de 1936, nada más iniciarse la guerra civil española. Tuvo su sede inicial en Madrid y se trasladó a Valencia, acompañando al gobierno de la Segunda República.

## Historia
Su origen se sitúa en 1935, con la celebración en París del I Congreso de Escritores Antifascistas y la creación de la AIEDC (Asociación Internacional de Escritores en Defensa de la Cultura), con la asistencia de varios delegados españoles. El 30 de julio de 1936, a las pocas semanas de haber estallado la Guerra Civil, se creó la organización contra la «explosión de la barbarie» que representa el «monstruo estallido del fascismo que tan espantosa evidencia ha logrado ahora en España».
El manifiesto de su constitución declaraba:

Se ha producido en toda España una explosión de barbarie... Este levantamiento criminal de militarismo, clericalismo y aristocratismo de casta contra la República democrática, contra el pueblo, representado por su Gobierno del Frente Popular, ha encontrado en los procedimientos fascistas la novedad de fortalecer todos aquellos elementos mortales de nuestra historia... Contra este monstruoso estallido del fascismo... nosotros, escritores, artistas, investigadores científicos, hombres de actividad intelectual... declaramos nuestra identificación plena y activa con el pueblo, que ahora lucha gloriosamente al lado del Gobierno del Frente Popular...

La Alianza de Intelectuales Antifascistas para la Defensa de la Cultura estaba organizada como un ateneo, con varios comités o divisiones para áreas temáticas. Además de la actividad cultural y sociopolítica general, se hicieron manifiestos, charlas y llamamientos contra el ascenso del fascismo que representaba el ejército sublevado de Franco. Entre sus miembros se encontraban María Zambrano, Rafael Alberti, Miguel Hernández, José Bergamín, María Teresa León, Rosa Chacel, Luis Buñuel, Luis Cernuda, Pedro Garfias, Juan Chabás, Rodolfo Halffter, Antonio Rodríguez-Moñino, Ramón J. Sender, Emilio Prados, Manuel Altolaguirre, Max Aub, José Peris Aragó, Eduardo Ugarte, Salvador Arias, Arturo Serrano Plaja y Rafael Morales, entre otros.
Instalada primero en Madrid, con posterioridad se trasladó a Valencia, ciudad en la que se instaló el gobierno republicano a finales de 1936. En esta zona la organización continuaría desarrollando sus actividades, entre las cuales se encontraban desde charlas hasta manifiestos. Así mismo, también se promovieron varias publicaciones, singularmente El Mono Azul. En la Alianza convergió la valenciana Aliança d'Intelectuals per a la Defensa de la Cultura (que tenía su origen en la Unión de Escritores y Artistas Proletarios) promovida por Josep Renau y Emili Gómez Nadal.

## Actividades

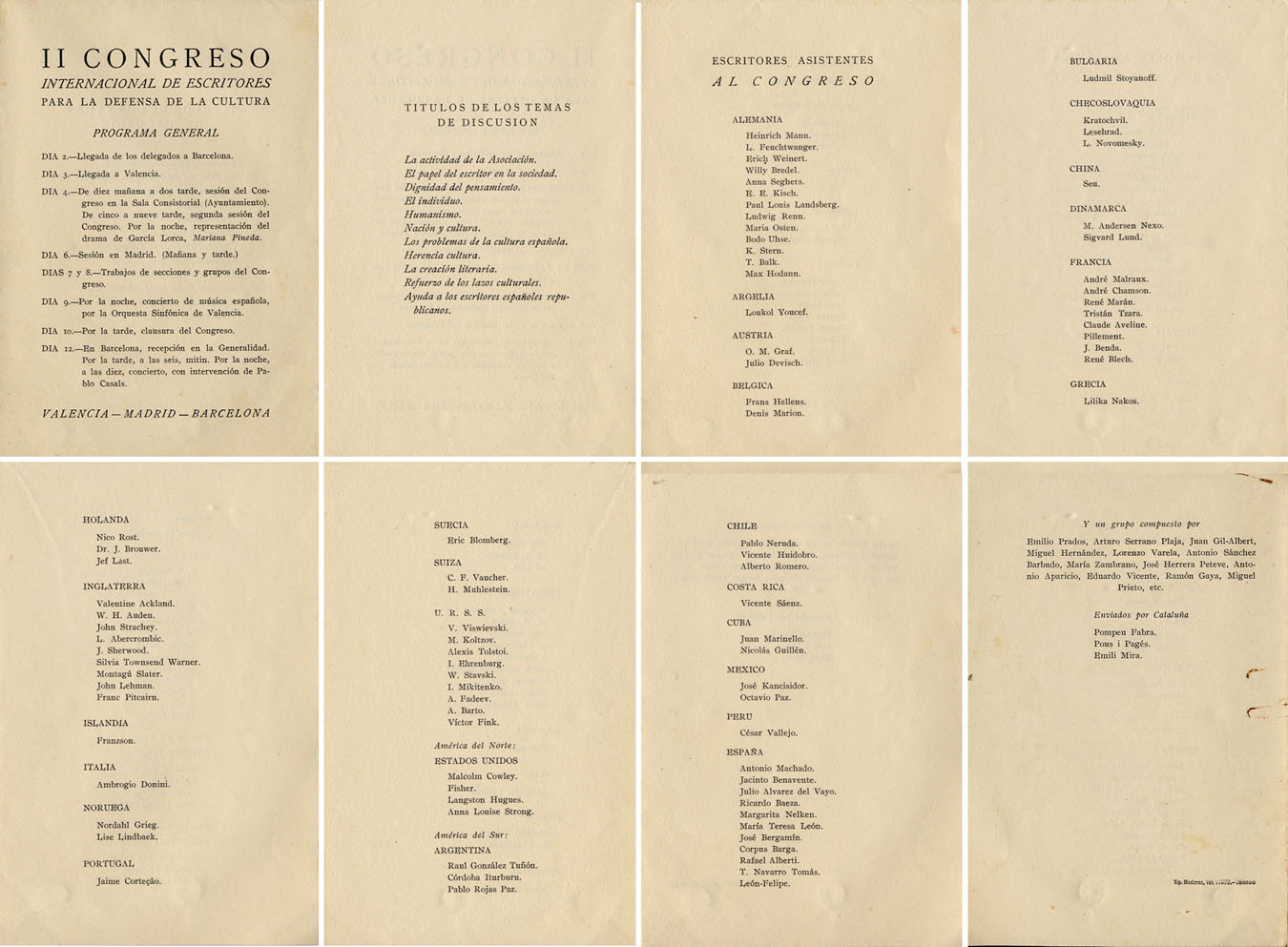
II Congreso internacional de escritores para la defensa de la cultura.

Las actividades fueron diversas y, a nivel internacional; la que mayor impacto causó fue el II Congreso Internacional de Escritores para la Defensa de la Cultura, celebrado entre el 4 y el 17 de julio de 1937, con sede central en Valencia, pero que también tuvo actos en Madrid (en una ciudad casi sitiada) y Barcelona, y se clausuró en París. En él participaron escritores españoles y extranjeros, entre estos Pablo Neruda, Nicolás Guillén, Ernest Hemingway, César Vallejo, Raúl González Tuñón, Octavio Paz, André Malraux o Louis Aragon.
La Alianza publicó boletines y revistas, la primera de ellas, Milicia Popular, apareció el 30 de septiembre de 1936, aunque la más importante fue El Mono Azul, una revista en la que colaboraron numerosos autores.